# Stora Askakaren
Stora Askakaren är en sjö i Falu kommun i Dalarna och ingår i Dalälvens huvudavrinningsområde. Sjön har en area på 0,531 kvadratkilometer och ligger 155 meter över havet.

## Delavrinningsområde
Stora Askakaren ingår i det delavrinningsområde (674991-149598) som SMHI kallar för Mynnar i Tängran. Medelhöjden är 216 meter över havet och ytan är 3,6 kvadratkilometer. Det finns ett avrinningsområde uppströms, och räknas det in blir den ackumulerade arean 15,99 kvadratkilometer. Vattendraget som avvattnar avrinningsområdet har biflödesordning 3, vilket innebär att vattnet flödar genom totalt 3 vattendrag innan det når havet efter 262 kilometer. Avrinningsområdet består mestadels av skog (64 procent) och öppen mark (10 procent). Avrinningsområdet har 0,52 kvadratkilometer vattenytor vilket ger det en sjöprocent på 14,4 procent.